# Escudo maltés
El escudo (plural scudi), es la moneda oficial de la Orden de Malta. y fue la moneda de Malta durante el gobierno de la Orden hasta 1798. Se subdivide en 12 tari (singular taro) y 240 grani. Está vinculado al euro (a razón de 1 escudo por cada 0,24€).

## Historia
El escudo fue acuñado por primera vez en Rodas en 1318. En 1500 las monedas tenían las características distintivas de una cruz y el escudo de armas de la Orden y el Gran Maestre por un lado, y la cabeza de San Juan Bautista por el otro. El escudo fue acuñado por primera vez en Malta durante el reinado de Piero de Ponte. La calidad de las monedas mejoró especialmente durante el reinado de António Manoel de Vilhena a principios del siglo XVIII. En algunos momentos, se permitió la circulación de monedas extranjeras en Malta junto con el scudo. Estos incluyen los reales españoles, liras venecianas, los luises de oro y otras monedas.
El escudo de la orden de Malta, se usaba desde 1798, circulando por bastantes años, hasta que en 1825 la libra maltesa la reemplaza a una equivalencia de 12 escudos. Para 1961 ningún país la reconoce como moneda de curso legal, pese a introducir sus submultiplos. En 1964, la propia Orden realiza las acuñaciones, después de su paso por algunas ciudades europeas.
El escudo también fue la moneda utilizada en los sellos de la Orden desde 1961 hasta 2005, cuando el euro comenzó a usarse.

## Denominaciones
- En Grani: 1, 2½, 5 y 10 (en cobre)
- En Tari: 1 (en cobre), 2, 4 y 6 (en plata)
- En Escudos: 1, 1¼, 1⅓, 2, 2½, (en plata y oro conjuntamente) 5, 10 y 20 (en oro)